# Sunnfjord (gemeente)
Sunnfjord is een gemeente in de Noorse provincie Vestland. De gemeente ontstond in 2020 uit de fusie van de gemeenten Førde, Gaular, Jølster en Naustdal in de toenmalige provincie Sogn og Fjordane. De gemeente telt rond 22.000 inwoners (2019).
In de gemeente ligt berg de Snønipa, circa 1.827 meter hoog, en bij het dorp Bringeland ligt het vliegveld van Førde.

## Plaatsen in de gemeente
- Ålhus
- Årdal
- Bygstad
- Dvergsdal
- Eikås
- Førde
- Foss
- Helle
- Hestad
- Myklebust
- Naustdal
- Sandalen
- Sande
- Skei
- Stardalen
- Sunde
- Svidal
- Vevring
- Vassenden
- Vik
- Viksdalen